# Projet de recolonisation israélienne de la bande de Gaza
Israël a démantelé ses colonies à Gaza lors de son retrait unilatéral de la région en 2005, après vingt-huit ans d'occupation, et le Premier ministre Benyamin Netanyahou a déclaré qu'il n'avait pas l'intention d'occuper Gaza de manière permanente ou de déplacer des civils vivant dans la région. Dans le contexte de la guerre entre Israël et le Hamas, cependant, certains Israéliens proposent de recoloniser la bande de Gaza, en expulsant des Palestiniens de la région ou de créer des conditions conduisant à leur exode et à une nouvelle vague de réinstallation dans la bande de Gaza,.

## Contexte
Les colonies israéliennes sont des communautés civiles construites par Israël dans les territoires occupés par Israël, peuplées presque exclusivement de personnes d'identité ou d'ethnie juive sur des terres occupées par Israël depuis la guerre des Six Jours en 1967,
L'expansion des colonies implique souvent la confiscation de terres et de ressources palestiniennes, ce qui entraîne le déplacement de communautés palestiniennes, des tensions et des conflits. Les colonies sont souvent protégées par les Forces de défense israéliennes (FDI) et sont fréquemment le théâtre de violences contre les Palestiniens. Human Rights Watch et d'autres organisations d'observateurs bénévoles publient régulièrement des rapports sur les violences commises par les colons israéliens, faisant état d'incidents de lapidation et de fusillade impliquant des colons israéliens contre des Palestiniens.

## Projets d'implantations militaires
Fin janvier 2024, un officier militaire israélien anonyme rapporte que Netanyahou et d'autres membres du gouvernement ont demandé aux militaires de commencer à établir des « bases permanentes » dans la bande de Gaza et que les ordres ont été donnés verbalement et individuellement à quelques personnes choisies. 
Certains responsables militaires se sont exprimés anonymement contre les colonies proposées, affirmant qu'elles seraient des cibles faciles et nécessiteraient un partenariat de sécurité avec des autorités telles que l'Autorité palestinienne. Le ministre israélien des affaires étrangères, Israël Katz, a également émis l'idée, en janvier 2024, qu'en cas de solution à deux États entre Israël et la Palestine, une île artificielle pourrait être créée au large de la côte de la bande de Gaza, île qu'Israël contrôlerait.